# Barry Allen (DC-moziuniverzum)
Bartholomew Henry "Barry" Allen más néven, Flash vagy Villám egy kitalált karakter a DC-moziuniverzumban. A karakter a DC Comcis méltán híres szuperhősének filmbéli adaptációja. A karaktert Ezra Miller alakítja. Először egy cameo szerepben tűnt fel a Batman Superman ellen-  Az igazság hajnala (2016) című filmben. Egy hasonló bár felejthetőbb cameo szerepben tűnt fel a Suicide Squad – Öngyilkos osztag (2016) című filmben is. Allen első nagy szereplése a 2017-es Az Igazság ligája című filmben volt, illetve annak újravágott, bővített változatában. Miller nem csak a DC-moziunvierzum filmjeiben, hanem más DC tartalmakban is eljátszotta a karaktert. Például felbukkant a 2019-es Végtelen világok válságában, amiben találkozott a 2014 óta futó Grant Gustin féle Barry Allennel, a Flash – A Villám című sorozatból. Felbukkant egy cameo szerepben a Peacemaker – Békeharcos című sorozat egyik részében, és jelenleg az ő főszereplésével készül a DC-moziuniverzumot lezáró önálló film, a Flash – A Villám (2023).

## Fejlesztés és karakterleírás

### Az önálló film fejlesztése és a casting a DC-moziuniverzum számára
Egy Flash film fejlesztése a Warner Brothers részéről már az 1980-as években elkezdődött. Az írásra a Warner, Jeph Loebet bérelte fel, de ebből később semmi sem valósult meg. Egészen addig volt parkolópályára küldve a film, amíg 2005-ben a Batman: Kezdődik! című film hatalmas siker lett. Ekkor felajnálotta a Warner, David S. Goyernek, hogy készítsen egy Flash vagy egy Zöld Lámpás filmet. 2004 decemberében Goyert hivatalosan a Flash film rendezői székébe helyezték. Goyer megkereste Barry Allen szerepével kapcsolatban, a Penge: Szentháromság sztárját Ryan Reynoldsot. Ezek mellett Goyer szerette volna, ha Wally West is felbukkanjon majd mellékszereplőként. Goyer később kreatív nézeteltérések miatt kilépett a projektből, de nem sokkal ezután elkezdtek dolgozni egy Igazság Ligája filmen. A filmben Adam Brody játszotta volna Barry Allent. A Warner, Shawn Levy-t választotta meg az új Flash film rendezésére, ahol Brody játszotta volna a karaktert. Azonban később ez a film is elhalt.
2010. június 9.-én a Zöld Lámpás írót, Greg Berlantit (Aki később a Flash – A Villám című 2014-es sorozatot is megalkotta), Michael Greent és Marc Guggenheimet bérelte fel a Warner a Flash-film fejlesztésére. A Flash-filmnek a DC vezérigazgatója, Geoff Johns által írt forgatókönyvön kellett volna alapulnia.  Mazeau elmondta a Blastr.com-nak, hogy a Warner még mindig fejleszti a Flash-filmet. 2013 július 20-án a The Hollywood Reporter arról számolt be, hogy a Flash-film premierje valamikor 2016-ban esedékes. 2014 októberében a Warner Bros. bejelentette, hogy a The Flash 2018-ban jelenik meg, ami a DC-moziuniverzum hatodik filmje lesz. Még ebben a hónapban ki is jelölték a címszerepre, Ezra Millert. Később a The Flash megjelenését 2022 novemberére csúsztatták, és a címet is megváltoztatták Flashpointra, ami utalás a Geoff Johns által írt 2011-es méltán híres képregényre, a képregényből 2013-as egy nagy sikerű animációs film. Miller ezek mellett segített a forgatókönyv írásában, miután a Jonathan Goldsteinnel és Francis Daley-vel kreatív nézeteltérések voltak. 2019 júliusában lett hivatalosan bejelentve, hogy Andy Muschietti lesz a film rendezője, míg Christina Hodson lesz a film írója. 2020 júniusában a TheWrap arról számolt be, hogy Michael Keaton tárgyalásokat folytat Bruce Wayne, azaz Batman újra eljátszásáról (Michael Keaton korábban alakította már Batmant, Tim Burton 1989-es Batmanjében, és az 1992-es Batman visszatérben). 2020 augusztusában megerősítést nyert, hogy Michael Keaton mellett Ben Affleck is újra eljátsszák Batman karakterét. A forgatás 2021. április 19-én kezdődött a Warner Brothers Studios, Leavesden-ben és a Hertfordshire-ban Angliában.
Miután Zack Snyder megkapta a zöld utat a WarnerMediától, hogy elkészítse az Igazság Ligájának a rendezői változatát. A film forgatása során Miller párhuzamosan forgatta a Legendás Állatok: Dumbledore titkai (2022) című filmet. Snyder Zoom-on keresztül utasította a színészeket a forgatáson.

### Jellemzés
A jellemzés a filmek alapján van összeállítva. Barry Allen rendkívül intelligens és határozott egyéniség. Rendőrségi magánnyomozóként dolgozik, hogy bebizonyítsa apja ártatlanságát, az anyjának Nora Allennek meggyilkolásának ügyében. Barry nagyon vigyáz arra, hogy senki sem tudja meg ki is ő valójában, ez leginkább akkor mutatkozik meg, mikor Bruce Waynenel találkozik először, és Bruce próbálja bebizonyítani, hogy Barry egy metahumán. Amikor Bruce leleplezi, hogy Barry, emberfeletti sebességgel bír, a fiú egyből beleegyezik, hogy csatlakozzon az Igazság Ligájához. Erre az indok az, hogy Barry szeretne barátokat szerezni. A DC-moziuniverzum többi hőséhez hasonlóan, Barrynek is tragikus hattértörténete van, de ezzel ellentétben Barry kifejezetten optimista és szinte mindennel humorizál. Miller úgy írta körbe a karaktert, mint "egy többdimenziós ember lény" aki megpróbálja feltárni képességének határjait. Ezek mellett a rajongók feltételezik Barry-ről, hogy nagy rajongója a Rick és Morty sorozatnak. Barrynek a képességei miatt rendkívül gyors az anyagcseréje.
Barry "Nagyon jóképű zsidó fiú"-ként azonosítja magát a 2017-es Igazság Ligájában, miután találkozott Bruce Waynnel. Ez valójában Ezra Miller improvizációja volt, ami Miller zsidó származására utalt. Az jelenetet bent hagyták a kész változatban is. Ezzel a DC-moziuniverzum Barry Allenje, az első filmben megjelent zsidó szuperhős. Habár korábban az Ian McKellen / Michael Fassbender Magnetója, az X-Men filmekben is zsidó, de ez sose volt megjelenítve.

### A karakter egyedi futása

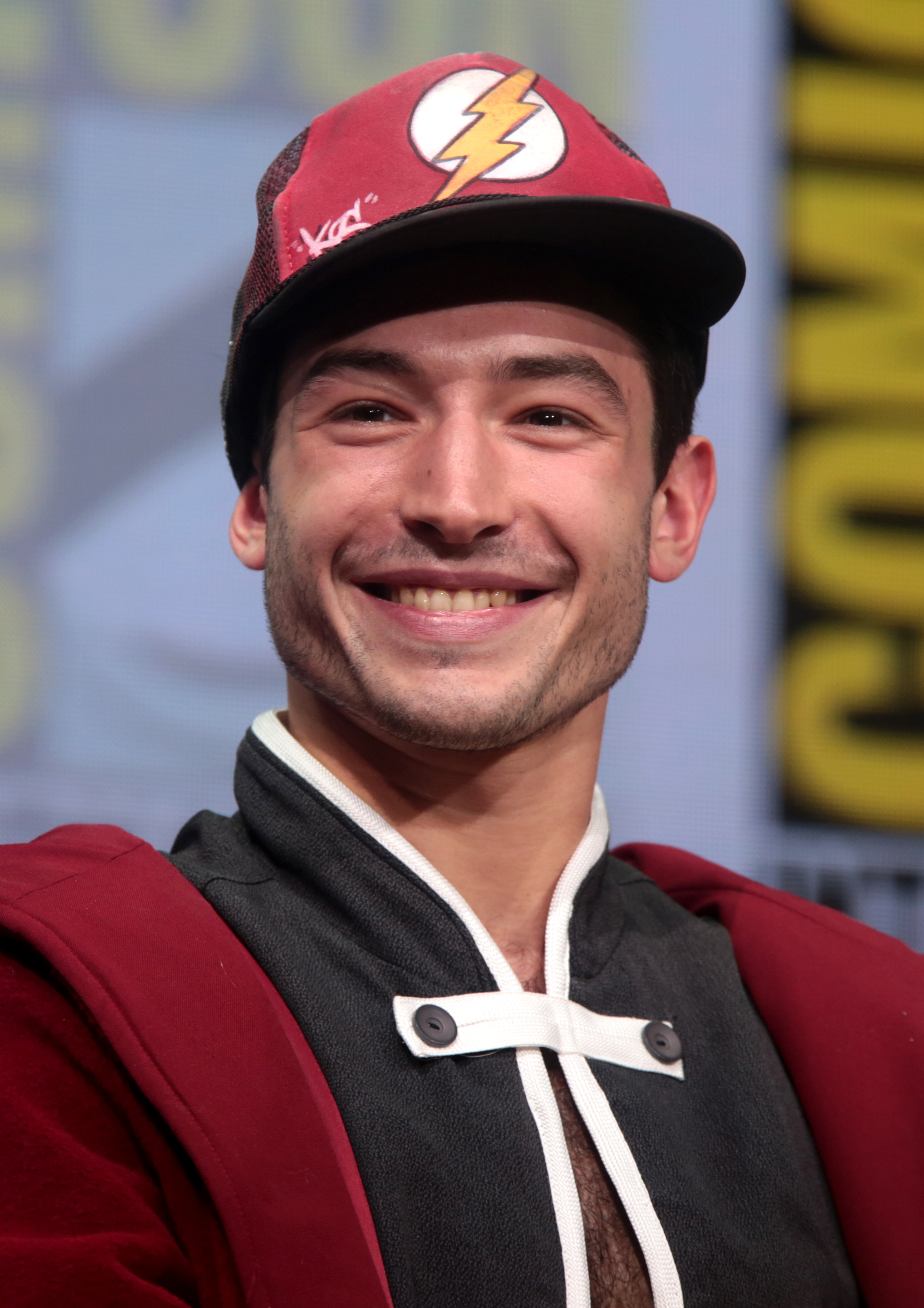
Ezra Miller az első színész aki Barry Allent alakította a filmvásznon.

A kritikusok és a rajongók is felfigyeltek Az Igazság Ligájának mindkét változatában, Barry Allen furcsa futási stílusára. A mozifilm megjelenése után Ezra Miller megosztotta, hogy a szerepre való felkészülés gyanánt, két éven át harcművészettel foglalkozott, és még a kínai Wudang-hegységbe is ellátogatott, hogy Qinggong-ot tanult. A szerzetesek muzdolatai, ichlették Barry futását, amikor a Sebességi erőbe lépett a Zack Snyder: Az Igazság Ligájában, mikor visszautazott az időben. Miller elmondta, hogy a görkorcsolyázok mechanikájával is foglalkozott a futás kialakításánál. Ezek mellett foglalkozott még táncosok, koreográfusok, valamint bizonyos állatok futásával is. Miller így nyilatkozott róla: "Engem inspiráltak a varjak, gepárdok, mangúzók és más intelligens lények futása."

## A karakter életrajza

### A kezdetek
Barry Allen 1992-ben született, Nora Allen és Henry Allen gyermekeként. Az élete egy pontján, Barry emberfeletti sebességre tett szert, miután balesetet szenvedett a STARS Laboratóriumban, miután belecsapott egy villám és metahumánná vált. Allen korai pályafutásában elkapta Bumeráng Kapitányt. 2015 körül Bruce Wayne dekódol majd megvizsgál egy kisbolti biztonsági felvételt amiben Barry megállít egy rablót. A felvételt Lex Luthor szervereiről lett szerezve. A felvételt Wayne később elküldi Diana Prince-nek.
2017-ben Barry, találkozik Iris Westtel, miután a fiú megmentette Irist, egy autóbalesettől, miközben egy állásinterjún vett részt. Később meglátogatja apját, Henryt, akit bebörtönöztek, miután jogtalanul megvádoltak, Barry anyjának, Nora Allennek meggyilkolásával. Henry arra próbálja rá venni fiát, hogy többé ne jöjjön vissza hozzá.

### A Steppenwolf ellen küzdelem

#### Eredeti változat
Bruce Wayne, meglátogatja Barryt, rejtekhelyén, hogy csatlakozzon az általa alapított Igazság Ligájához, ami Steppenwolf megállítására, Superman halála után. Allen lelkesen bele is megy a dologba. Ezután találkozik Dianával és James Gordonnal Gothan Cityben, és egy másik metahumánnal, Victor Stonennal, azaz Kiborggal.